# Institut für Ethnologie und Afrikastudien der Johannes Gutenberg-Universität Mainz
Das Institut für Ethnologie und Afrikastudien (ifeas) der Johannes Gutenberg-Universität Mainz ist eine interdisziplinäre universitäre Einrichtung, die sich durch eine große Bandbreite der Lehr- und Forschungsaktivitäten auszeichnet. Es setzt sich aus zwei Teilbereichen zusammen. Zum einen wird das Fach Ethnologie (auch Kultur- und Sozialanthropologie) in Lehre und Forschung in seiner gesamten regionalen und thematischen Breite vertreten. Zum anderen ist am Institut das Fach Afrikanistik vertreten, das sich in Lehre wie Forschung der Beschreibung und Erforschung afrikanischer Sprachen widmet. Zudem beherbergt das Institut drei zentrale Sammlungen: Mit dem Archiv für die Musik Afrikas (AMA) verfügt das Institut über eine in Deutschland einzigartige Sammlung moderner afrikanischer Musik. Von international großer Bedeutung ist auch die Jahn-Bibliothek für afrikanische Literaturen, die literarische Werke in über 80 afrikanischen Sprachen in ihrem Bestand hat. Die dritte Sammlung ist die ethnografische Studiensammlung, die etwa 2800 Objekte umfasst, vor allem aus Zentral- und Westafrika sowie aus Australien, Papua-Neuguinea und anderen Teilen Ozeaniens.

## Aufgaben
Das Institut für Ethnologie und Afrikastudien wurde 1946 bei der Neugründung der Johannes Gutenberg-Universität Mainz als Institut für Völkerkunde gegründet. Es wurde 1969 in Institut für Ethnologie und 1975 in Institut für Ethnologie und Afrikastudien umbenannt.
Das Institut deckt sowohl im Bereich der Forschung, als auch der Lehre eine dichte Bandbreite ethnologischer sowie afrikanistischer Tätigkeitsbereiche ab. Diese reichen von der Politik-, Religions-, Sozial-, Medien- und Wirtschaftsethnologie über Migrations- und Diasporaforschung bis hin zur Erforschung von Ethnologie und Entwicklung, Ethnizität und Kolonialismus, Musik, populärer Kultur und Ästhetik sowie afrikanischer Literaturen und afrikanischer Sprachen in ihrem sozialen und kulturellen Kontext. Großer Wert wird auf die Zusammenarbeit mit Kollegen aus den Partneruniversitäten oder den entsprechenden Forschungsregionen gelegt, ohne die Afrikawissenschaften heute nicht mehr denkbar sind. Das bedeutet einerseits die regelmäßige Anwesenheit von Gastdozenten, Gastdoktoranden und Gaststudenten am Institut und andererseits Feldforschungen, Vortragsreisen und Lehraufenthalte von Institutsmitgliedern in den jeweiligen Partnerländern. Forschung und Lehre sind eng miteinander verknüpft und fortgeschrittene Studierende sind in Forschungsprojekte einbezogen.

## Studiengänge
Folgende Studiengänge werden angeboten:
- der Bachelorstudiengang Ethnologie (als Kernfach oder Beifach) mit dem Abschluss Bachelor of Arts in Ethnologie
- der Masterstudiengang Ethnologie des Globalen mit dem Abschluss Master of Arts in Ethnologie
- der Bachelorstudiengang Afrikanische Sprachen, Medien und Kommunikation (ASMeK) als RMU-Verbundstudiengang (in Kooperation mit dem Institut für Afrikanistik, Goethe-Universität Frankfurt) mit dem Abschluss Bachelor of Arts in Afrikanistik
- der Schwerpunkt Afrikanistik im Bachelorstudiengang Linguistik (in Kooperation mit der Linguistik, Fachbereich 05 an der JGU Mainz) mit dem Abschluss Bachelor of Arts in Linguistik
- der Abschluss Dr. phil. in Ethnologie
- der Abschluss Dr. phil. in Afrikanistik.

## Sammlungen für Forschung und Lehre
Drei einmalige und international renommierte Sammlungen für Forschung und Lehre sind mit dem Institut verbunden:
- das Archiv für die Musik Afrikas: beinhaltet eine in Deutschland einzigartige Sammlung moderner afrikanischer Musik auf Tonträgern unterschiedlicher Formate (Schellack- und Vinylschallplatten, Audio- und Videokassetten, CDs und DVDs). Der derzeitige Bestand des Archivs liegt bei ca. 10.000 Tonträgern, die zum Teil bis in die 1940er Jahre zurückreichen. Regionale Schwerpunkte bilden Äthiopien, Ghana, Kamerun, Kongo (Ex-Zaire), Kenia, Nigeria und Tansania. Darüber hinaus befinden sich mehr oder weniger repräsentative Bestände aus nahezu allen Ländern Afrikas südlich der Sahara in der Sammlung, die durch regelmäßige Zukäufe weiterhin im Aufbau befindlich ist. Mehrere tausend Zeitungsausschnitte werden in der nach Ländern, Musikstilen und Musikern sortierten Ausschnittsammlung aufbewahrt. Die Artikel, Berichte, Interviews, Schallplattenbesprechungen etc. bieten einen reichen Fundus an Hintergrundmaterial, der vor Ort eingesehen werden kann.[6][7][8]

- die Jahn-Bibliothek für afrikanische Literaturen: hervorgegangen aus der persönlichen Bibliothek von Janheinz Jahn, beherbergt sie eine einzigartige Sammlung literarischer Werke in über achtzig Sprachen, darunter die ehemaligen Kolonialsprachen ebenso wie eine sehr große Zahl afrikanischer Sprachen. Neben Klassikern der verschiedenen literarischen Traditionen Afrikas umfasst die Sammlung zeitgenössische Literatur international renommierter afrikanischer Autoren, aber auch zahlreiche unbekanntere, lokal produzierte Werke, Übersetzungen, Comics, Literaturverfilmungen und Hörbücher. Die Sammlung wird durch umfangreiche Sekundärliteratur sowie Zeitschriften ergänzt.[9][10]

- die Ethnografische Studiensammlung: bewahrt etwa 2.800 Objekte, die vor allem aus Zentral- und Westafrika sowie aus Australien, Papua-Neuguinea und anderen Teilen Ozeaniens stammen. Die Gegenstände der vielfältigen Sammlung repräsentieren ein breites Spektrum von Aktivitäten, die von religiösen Praktiken über Jagd und Kriegsführung bis zu Musik und Haushalt reichen. Sie ist die einzige Sammlung ihrer Art in Rheinland-Pfalz und eine der größten universitären Sammlungen an der Mainzer Universität. Viele Objekte kamen in der Zeit Ende des 19./ Anfang des 20. Jh. nach Europa. Es sind daher historische Objekte, die auf vergangene Lebenswelten verweisen und gleichzeitig von ihrer Aneignung in Europa im Kontext der kolonialen Eroberung Afrikas oder Ozeaniens erzählen. Die magazinierte Ethnografische Sammlung ist als Lehr- und Forschungssammlung konzipiert. Einer breiteren Öffentlichkeit wird die Sammlung durch Ausstellungen, Leihgaben und Ausstellungsbeteiligungen zugänglich gemacht. Nach Absprache mit der Kuratorin Dr. Anna-Maria Brandstetter ist auch eine Besichtigung möglich.[11]

## Professoren seit 1946
Universitätsprofessoren
- Adolf Friedrich (1947–1956)
- Wilhelm E. Mühlmann (1957–1960)
- Karl Jettmar (1961–1964)
- Eike Haberland (1965–1967)
- Ernst W. Müller (1969–1986)
- Leo Stappers (1974–1977)
- Gerhard Grohs (1975–1994)
- Paul P. De Wolf (1978–1982)
- Norbert Cyffer (1984–1994)
- Ivo Strecker (1984–2005)
- Karl-Heinz Kohl (1987–1996)
- Raimund Kastenholz (seit 1996)
- Thomas Bierschenk (seit 1997)
- Carola Lentz (seit 2002)
- Matthias Krings (seit 2005)
- Heike Drotbohm (seit 2016)
- Markus Verne (seit 2017)
- Nico Nassenstein (seit 2017)
- Franziska Fay (seit 2021)

Honorar- und außerplanmäßige Professoren, Vertretungsprofessuren
- Eugen Ludwig Rapp (1946–1972)
- Alfons M. Dauer (1976–1991)
- Klaus-Peter Köpping (1982–1983)
- Josef Gugler (1983–1984)
- Rupert Moser (1983–1984)
- Gerhard Hauck (1984–1985, 1994–1997, 1998–1999)
- Gerhard Kubik (1986–1987, 1996, 1997, 1998–1999)
- Stephen Tyler (1987)
- Bernhard Streck (1987–1988; 1990–1992)
- Hartmut Zinser (1989–1990)
- Heike Behrend (1992–1993)
- Hans-Jürgen Hildebrand (1996–1997)
- Susanne Schröter (1999–2000)
- Judith Schlehe (2000)
- Alexander Henn (2001–2002)
- Pierre-Yves Le Meur (2002–2003)
- Katja Werthmann (2003–2004)
- Paul Drechsel (2006–2008)
- Nikolaus Schareika (2007–2008)
- Ute Röschenthaler (seit 2009)
- Helmut Asche (seit 2011)

Habilitationen
- Horst Nachtigall (1957)
- Hans Paul Bahrdt (1958)
- Ute Luig (1987)
- Paul Drechsel (1989)
- Bernhard Streck (1992)
- Katja Werthmann (2004)
- Nikolaus Schareika (2006)
- Holger Tröbs (2006)
- Ute Röschenthaler (2008)

## Veröffentlichungen
Das Institut zeichnet als Herausgeber für die wissenschaftlichen Schriftenreihen Mainzer Afrika-Studien und Mainzer ethnologische Arbeiten, erschienen bei Reimer in Berlin, sowie für die Mainzer Beiträge zur Afrikaforschung verantwortlich. Es gibt auch eine Reihe ethnologischer Arbeitspapieren heraus, die online erscheinen.